# Völkermordvorwürfe gegen Israel im Gaza-Krieg seit 2023
Völkermordvorwürfe gegen Israel im Gaza-Krieg seit 2023 wurden schon kurz nach dem kriegsauslösenden Terrorangriff der Hamas und anderer bewaffneter Gruppen am 7. Oktober 2023 und den ersten israelischen Vergeltungsschlägen im Gazastreifen laut. Der gegen Israel gerichtete Genozidvorwurf ist umstritten. Erhoben wird er, neben NGOs wie Amnesty International und B'Tselem, von namhaften israelischen Holocaust-Historikern wie Omer Bartov und Raz Segal, Genozidforschern wie Shmuel Lederman und Melanie O’Brien, Sozialwissenschaftlern wie Martin Shaw, dem australischen Historiker A. Dirk Moses, den israelischen Historikern Amos Goldberg und Daniel Blatman von der Hebräischen Universität Jerusalem und Völkerrechtsexperten wie Kai Ambos; bestritten wird er von ebenso namhaften Historikern Akademikern, darunter Niall Ferguson und der Völkerrechtsexperte Stefan Talmon. Allerdings haben sich die Vorwürfe im Laufe des Krieges und im Zuge der Verschlimmerung der humanitären Situation im Gazastreifen gemehrt. Der Internationale Gerichtshof prüft den Vorwurf des Völkermords gegenüber den Palästinensern aktuell in einem im Dezember 2023 von Südafrika angestrengten Verfahren; das Urteil wird allerdings erst in einigen Jahren erwartet.

## Verlauf der Völkermorddebatte
Im Zuge der israelischen Bombardierungen und der vollständigen Blockade des Gazastreifens, darunter auch der Einstellung der Lieferung von Wasser und Nahrung für die Zivilbevölkerung von Israel aus, schrieb der israelische Genozidforscher Raz Segal am 13. Oktober 2023 in der Jewish Currents von einem „Fall von Völkermord aus dem Lehrbuch“ und stellte das Vorgehen in den Kontext der Nakba, der Vertreibung der Palästinenser im Zuge der israelischen Staatsgründung 1948. Segal wurde für seine Artikel teilweise scharf kritisiert.
Der Völkerrechtler William Schabas sprach gegen Ende Oktober 2023 von einem „ernsthaften Risiko eines Völkermords“ im Gazastreifen. Im Dezember darauf sprach Barry Trachtenger, Professor für jüdische Geschichte an der Wake Forest University, in einem Webinar von dem seines Erachtens „laufenden Völkermord an den Palästinensern in Gaza“. Er warnte vor der „Logik des ewigen Antisemitismus“, die dazu benutzt werde, Kritiker des Zionismus als „Feinde des jüdischen Volkes“ hinzustellen.
Über 800 Akademiker unterzeichneten bis Mitte November 2023 einen Brief, der vor der Möglichkeit eines Völkermords in Gaza warnte. Der israelisch-amerikanische Historiker Omer Bartov schrieb am 10. November 2023 in der New York Times, Israel stünde hart am Rande des Genozids. Demgegenüber sah der Direktor des Instituts für Völkerrecht an der Rheinische Friedrich-Wilhelms-Universität Bonn, Matthias Herdegen, im November 2023 die Rechtsverstöße „allesamt“ auf der Seite der Hamas.
Ein Artikel in Zeit Online wies im November 2023 darauf hin, dass Vertretern von Israels Militär oder Regierung eine Vernichtungsabsicht gegenüber den Palästinensern als ethnischer Gruppe nachgewiesen werden müsse, um Genozid strafrechtlich zu ahnden. „Diese Intention sehen die meisten Experten nicht.“ Jürgen Habermas, Nicole Deitelhoff, Rainer Forst und Klaus Günther betonten am 13. November 2023, dass der Gegenschlag Israels infolge des Massakers der Hamas vom 7. Oktober in der erklärten Absicht, jüdisches Leben generell zu vernichten, „prinzipiell gerechtfertigt“ sei. Die Maßstäbe der Beurteilung würden „vollends verrutschen“, wenn dem israelischen Vorgehen genozidale Absichten zugeschrieben werden. Die Erklärung der Intellektuellen um Habermas wurde von einer Gruppe von über 100 Intellektuellen, u. a. Adam Tooze, Diedrich Diederichsen und Beate Roessler, eine Woche später schwer kritisiert: Die Unterzeichner zeigten sich „tief beunruhigt“ („deeply troubled“) über die Grenzen der Solidarität, die in dem Statement zum Ausdruck komme: Die Sorge um die Menschenwürde werde nicht in gleichem Maße auf die Palästinenser ausgedehnt, die Tod und Zerstörung ins Auge sehen müssten.
Anlässlich des Antrags der Anklagebehörde des Internationalen Strafgerichtshofs auf Haftbefehl gegen den israelischen Premier- und den Verteidigungsminister sowie gleichzeitig gegen Führer der Hamas im Mai 2024 schrieb Herdegen: „Kein Zweifel: Aushungern und Angriffe direkt gegen die Zivilbevölkerung sind Kriegsverbrechen und Verbrechen gegen die Menschlichkeit.“ […] „Dass die israelische Regierung die Zivilbevölkerung gezielt bekämpft, ist trotz allem unsäglichen Leiden der Menschen in Gaza, einzelner schwerer Übergriffe und maßlosen Ausfällen mancher israelischer Politiker nicht erkennbar.“ Demgegenüber sagte William Schabas im Januar 2024 anlässlich einer Völkermordklage Südafrikas gegen Israel vor dem Internationalen Gerichtshof, es lägen inzwischen noch überzeugendere Indizien vor, dass Israel nicht das Ziel habe, die Hamas zu besiegen, sondern vielmehr, die Bevölkerung des Gazastreifens zu entwurzeln oder auszulöschen. Unter Verweis auf dehumanisierende Äußerungen israelischer Politiker und die Zerstörung von Infrastruktur in Gaza äußerte er, die Klage gegen Israel sei von allen derzeit am Internationalen Gerichtshof anhängigen Verfahren die am besten begründete.
In einer Befragung von größtenteils US-amerikanischen Nahost-Forschern zwischen Mai und Juni 2024 gaben 34 % an, dass sie der Einschätzung folgen, Israel begehe in Gaza einen Genozid. Weitere 41 % sahen „schwere, Genozid-ähnliche Kriegsverbrechen“. 16 % sahen Kriegsverbrechen ohne Nähe zu einem Genozid und nur 4 % beschrieben die Militäraktion als „gerechtfertigt im Rahmen des Rechts auf Selbstverteidigung“.
Omer Bartov äußerte im August 2024 die Ansicht, es könne seit spätestens Mai 2024 nicht mehr geleugnet werden, dass Israel im Gazastreifen „systematische Kriegsverbrechen, Verbrechen gegen die Menschlichkeit und völkermörderische Handlungen“ begangen habe, und führte im Oktober 2024 aus, dass es inzwischen „viele Beweise“ dafür gebe, „dass Israel systematisch vorgeht“ und darauf abziele, das „kulturelle Fortbestehen der Palästinenser im Gazastreifen“ zu verunmöglichen. Ende Juli 2025 veröffentlichte Bartov in der New York Times einen Essay mit dem Titel: „Ich bin Genozidforscher. Ich erkenne Völkermord, wenn ich ihn sehe“. Der israelische Historiker Amos Goldberg sieht ebenfalls eindeutige Beweise für einen Genozid.
Matthias Herdegen äußerte sich im November 2024 ebenfalls besorgt über die „massiven Beschränkungen der Versorgung des Gazastreifens mit Lebensmitteln, Medikamenten und Energie für die Krankenversorgung“, betonte aber, dass der „gezielte Missbrauch der Zivilbevölkerung durch die Hamas als Schutzschild für Kämpfer und militärische Infrastruktur“ eine klare Analyse der Verhältnismäßigkeit auf beispiellose Weise erschwere. In einem UN-Report kritisierte die Rechtswissenschaftlerin Francesca Albanese allerdings, dass Israel die Behauptung, Hamas würde Zivilisten als menschliche Schutzschilde einsetzen, viel zu weitläufig gebrauche und dies grundsätzlich für alle Zivilisten im Gazastreifen annehme. Ein solches Vorgehen sei nicht durch internationales Recht gedeckt, es müsse jeweils im Einzelfall nachgewiesen werden. Israel verschleiere dadurch die Kriegsverbrechen, die es begangen habe.
Auch Papst Franziskus sah Anzeichen für ein Völkermord durch Israel. Im November 2024 erklärte in seinem neuen Buch: „Manchen Experten zufolge hat das, was in Gaza geschieht, die Merkmale eines Völkermords. Es sollte sorgfältig untersucht werden, um festzustellen, ob es der von Juristen und internationalen Gremien formulierten technischen Definition entspricht“.
Amnesty International veröffentlichte im Dezember 2024 einen 300 Seiten langen Bericht, wonach Israel in Gaza „über Monate einen Völkermord begangen hat und weiterhin begeht“. Der Bericht wirft Israel vor, absichtlich Leid und Zerstörung über die Menschen in Gaza gebracht zu haben. Israel wies die Vorwürfe zurück und bezeichnete den Bericht als „vollständig falsch“ und als „auf Lügen“ basierend. Ferner griff Israel die Menschenrechtsorganisation als „schändliche und fanatische Organisation“ an. Matthias Goldmann, Völkerrechtler an der EBS, betonte hingegen: „Die Anzeichen für einen Genozid verdichten sich.“ Human Rights Watch veröffentlichte ebenfalls im Dezember 2024 einen Bericht, in dem Israel Handlungen eines Genozids vorgeworfen wurden. Israel habe unter anderem die Wasserinfrastruktur angegriffen und absichtlich die Verfügbarkeit von sauberem Wasser so weit eingeschränkt, dass Palästinenser auf kontaminierte Quellen ausweichen mussten, wodurch tödliche Krankheiten ausgebrochen sind, speziell unter Kindern.
Der Soziologe Paul James argumentierte in einem Debattenbeitrag, der erstmals im März 2025 veröffentlicht wurde, dass die Beweislage für Genozid „nach wie vor lückenhaft bleibt“ und der Begriff zu einem „umstrittenen Schimpf[wort]“ geworden sei. Es gebe aber starke Hinweise, „dass in jedem Fall ein Verbrechen gegen die Menschlichkeit vorliegt, das ebenso deutlich verurteilt werden sollte: das der Auslöschung.“ Im Gegensatz zum Völkermord habe das Verbrechen der „Auslöschung“ nicht die Voraussetzung, dass Menschen aufgrund ihrer ethnischen Identität getötet werden. Von „Auslöschung“ spreche man, wenn Menschen als „belanglose Mittel zum Zweck“ behandelt werden, als Hindernisse, die man in Kauf nimmt, „für andere Zwecke zu töten“. Vielleicht sei „Auslöschung in diesem Sinn gar schlimmer als Völkermord“.
Das niederländische NRC Handelsblad befragte im Mai 2025 sieben führende Genozid-Forscher aus sechs Ländern über ihre Einschätzung zum Vorgehen der Netanjahu-Regierung. Die Forscher sprachen übereinstimmend von einem „Genozid“ und bezeichneten dies auch als Konsens innerhalb ihrer Kollegschaft. Vor allem das Gesamtbild spreche für diese Einschätzung: die Zerstörung der zivilen Infrastruktur, die unzureichende humanitäre Hilfe, die ungewöhnlich hohe Zahl ziviler Opfer, vor allem Frauen und Kinder, sowie die offen genozidalen Statements der Regierungsmitglieder. Befragt wurden Shmuel Lederman, Dirk Moses, Melanie O’Brien, Raz Segal, Martin Shaw, Uğur Üngör und Iva Vukusic.
Der israelisch-deutsche Völkerrechtler Itamar Mann erklärte im Juli 2025 gegenüber dem Spiegel, er „komme immer mehr zu der Überzeugung, dass Israel in Gaza einen Genozid begeht“. Er habe das zuerst anders gesehen, bis am 4. Februar 2025 US-Präsident Donald Trump anlässlich eines Besuchs von Israels Premier Benjamin Netanyahu seinen Gaza-Riviera-Plan verkündete – einen Neuaufbau des Gebiets ohne die Palästinenser, die den Gazastreifen „freiwillig“ verlassen sollen. Israel habe den Krieg dann mit großer Brutalität weitergeführt und begonnen, die Palästinenser systematisch auszuhungern, und ein dysfunktionales Hilfssystem aufgesetzt. Nun würden fast täglich Menschen beim Versuch erschossen, ein wenig Reis oder Mehl zu ergattern. Es gebe ein Tabu bezüglich des Völkermordvorwurfs; es sei aber wichtig, dieses zu brechen. Kai Ambos äußerte sich ähnlich, als einer der ersten deutschen Völkerrechtler: „Zusammengefasst spricht die Dynamik des Konfliktgeschehens in einer Gesamtschau mittlerweile eher für statt gegen einen Genozid.“ Irgendwann müsse man sagen: „Das läuft alles auf die Zerstörung der Gruppe der Palästinenser hinaus.“ Die Völkerrechtsexpertin Janina Dill, Professorin in Oxford, erklärte, sie könne sich inzwischen vorstellen, dass der Internationale Gerichtshof tatsächlich den Völkermord bejahen würde; sie habe ihre Meinung in den letzten Monaten geändert: „So weit ist das, was in Gaza passiert, von den historischen Idealtypen von Völkermord nicht entfernt.“ Stefan Talmon sah dagegen eindeutige Kriegsverbrechen, aber den traditionell eng gefassten juristischen Tatbestand des Völkermords nicht erfüllt.
Die beiden israelischen Menschenrechtsorganisationen B'Tselem und Physicians for Human Rights – Israel veröffentlichten am 28. Juli 2025 jeweils einen Bericht, in dem sie Israels Vorgehen im Gazastreifen als Genozid an der palästinensischen Bevölkerung einstufen.
Der Historiker Niall Ferguson erklärte im frühen August 2025, die Völkermordbehauptung entwickle sich allmählich zum Konsens, besonders im linksliberalen Milieu, und werde zunehmend auch von Rechtspopulisten aufgenommen. Namhafte Wissenschaftler wie der israelische Genozidforscher Shmuel Lederman, Melanie O’Brien, Präsidentin der Internationalen Vereinigung von Völkermord‑Forschenden, der britische Sozialwissenschaftler Martin Shaw, der israelische Historiker Daniel Blatman und andere hätte sich ihm inzwischen angeschlossen; er halte ihn jedoch nach wie vor für falsch.
In einer von Legal Tribune Online Mitte August 2025 durchgeführten Befragung von elf internationalen Völkerrechtlern sah eine Mehrheit den Tatbestand des Völkermords inzwischen als erfüllt an.

## UN-Sonderkommission
Im November 2024 veröffentlichte die UN-Sonderkommission für die Untersuchung der israelischen Praktiken einen Bericht über die Kriegsführung Israels vom Oktober 2023 bis Juli 2024. Die Kommission kam zu dem Schluss, Israels Kriegsführung in Gaza erfülle die Merkmale eines Völkermords, insbesondere durch den Einsatz von Aushungern als Kriegswaffe.

## Klageerhebung vor dem Internationalen Gerichtshof (IGH): Südafrika gegen Israel
Am 29. Dezember 2023 reichte Südafrika beim Internationalen Gerichtshof (IGH) eine Klage ein, in der es Israel beschuldigte, bei seinen Angriffen auf die Palästinenser im Gazastreifen gegen seine Verpflichtungen aus der Völkermordkonvention von 1948 verstoßen zu haben. Darüber hinaus ersuchte Südafrika den Internationalen Gerichtshof um einstweilige Maßnahmen, die Israel anweisen sollen, seine Militäraktion im Gazastreifen einzustellen. Diese Maßnahmen seien notwendig, um die Rechte des palästinensischen Volkes vor weiteren schweren und nicht wiedergutzumachenden Beeinträchtigungen zu schützen.
Israel wies die Anschuldigungen entschieden zurück, erklärte, diese entbehrten sowohl der faktischen als auch der juristischen Grundlage, und beantragte die Abweisung der Klage. Südafrika arbeite mit der Terrororganisation Hamas zusammen, diese allein sei für das Leid der Palästinenser im Gazastreifen verantwortlich. Bei deren militärischer Bekämpfung tue Israel alles, um den Schaden für die Zivilbevölkerung so gering wie möglich zu halten. Vor dem IGH wird Israel durch den britischen Juristen und Professor für Völkerrecht an der University of Leicester Malcolm Shaw vertreten.
Der IGH hörte die Parteien im Eilverfahren am 11. und 12. Januar 2024 an. Zunächst durfte Südafrika seine Argumente vortragen, am folgenden Tag verteidigte sich Israel gegen die Vorwürfe. Die Entscheidung des Gerichtshofs ist völkerrechtlich bindend, allerdings verfügt er über keinen Durchsetzungsmechanismus. Er kann allerdings den UN-Sicherheitsrat anrufen, dort besitzen die ständigen Mitglieder ein Vetorecht.
Am 26. Januar 2024 entschied der Gerichtshof im Eilverfahren mit großer Mehrheit, dass Israel umgehend alle erforderlichen Maßnahmen ergreifen müsse, um sicherzustellen, dass im Rahmen des Kriegs in Israel und Gaza keine Handlungen stattfänden, die unter die Völkermordkonvention von 1948 fallen. Israel wurde aufgefordert, Schutzmaßnahmen zu ergreifen, um sicherzustellen, dass die militärischen Handlungen nicht gegen Art. II der Völkermord-Konvention verstoßen und zudem dazu angehalten, die Versorgungslage in Gaza zu verbessern und Genozid-Anstachelungen im Land zu sanktionieren. Diese Maßnahmen muss Israel laut Beschluss des Gerichts zum Eilantrag Südafrikas in einem Bericht dokumentieren. Beschlossen wurden die Maßnahmen, da der Gerichtshof die Klage Südafrikas gegen Israel für plausibel hielt. Ein Ende des Militäreinsatzes ordnete das Gericht nicht an. Eine Entscheidung, ob es sich beim Vorgehen Israels um einen Völkermord handelt, traf der Gerichtshof nicht, für diese wird er mehrere Jahre brauchen.
Ein zweiter Eilantrag Südafrikas, mit welchem die geplante Offensive Israels auf Rafah gestoppt werden sollte, wurde vom IGH am 18. Februar 2024 abgelehnt. Ende Februar reichte Israel den vom IGH geforderten Bericht ein.
Am 28. März 2024 erklärte der Internationale Gerichtshof, „dass die Palästinenser im Gazastreifen nicht mehr nur von einer Hungersnot bedroht sind, sondern dass die Hungersnot bereits begonnen hat“ und wies den Staat Israel mit einstimmigen Beschluss an, die Blockade der Nahrungsmittelhilfe aufzuheben.
Am 10. Mai 2024 reichte Südafrika angesichts der begonnenen Offensive auf Rafah einen weiteren Eilantrag ein. Die Richter des Internationalen Gerichtshofs entschieden am 24. Mai 2024 mit 13:2 Stimmen, Israel müsse seine Offensive und anderen Maßnahmen im Gouvernement Rafah, die Lebensbedingungen schüfen, die zur vollständigen oder teilweisen Vernichtung der palästinensischen Zivilbevölkerung führen könnten, angesichts der „katastrophalen humanitären Lage“ unverzüglich stoppen. Israel müsse zudem den Grenzübergang in Rafah für humanitäre Hilfslieferungen öffnen und UN-Ermittlern Zugang zum Gazastreifen gewähren. Außerdem wiederholten die Richter ihre Forderung, dass die israelischen Geiseln sofort und ohne Vorbedingungen freigelassen werden sollten. Die genaue Bedeutung der Anordnung zur Beendung der Rafah-Offensive wurde kontrovers diskutiert; einige Juristen sahen in der Formulierung des IGH keine uneingeschränkte Aufforderung zum Stopp der Offensive, sondern nur eine Anordnung, solche Operationen einzustellen, die gegen Israels Verpflichtungen aus der Völkermordkonvention verstoßen würden. Israel setzte seine Rafah-Offensive fort.